# Penstemon tepicensis
Penstemon tepicensis är en grobladsväxtart som beskrevs av Richard Myron Straw. Penstemon tepicensis ingår i släktet penstemoner, och familjen grobladsväxter. Inga underarter finns listade i Catalogue of Life.